# Krug (Familienname)
Krug ist ein deutscher Familienname.

## Herkunft und Bedeutung
Der Name Krug geht auf verschiedene Ursprünge zurück. In Norddeutschland leitet er sich meist von der Bezeichnung eines Schankwirts (Zum Krug) ab, während im südlichen Teil von Deutschland eher die Herkunft von der mittelhochdeutschen Berufsbezeichnung kruoc, was heute mit Töpfer oder Geschirrhändler transkribiert wird, vorkommt. Vereinzelt kommt auch eine Übernahme von Ortsbezeichnungen insbesondere aus Orten in Pommern und Schlesien vor.

## Beleg
- H. Krug ist im Jahre 1363 in Nürnberg bezeugt.[2]

## Verbreitung
Krug ist ein relativ häufiger Familienname im deutschen Sprachraum. In Deutschland gibt es dazu mehr als 7.500 Einträge im Telefonbuch, so dass ungefähr 20.000 Namensträger hier leben werden. Damit belegt der Name den 311. Platz der am häufigsten vorkommenden Namen. Relativ viele Namensträger leben in Nordhessen und im nördlichen Teil des bayerischen Bezirks Unterfranken.

## Varianten
Zum Familiennamen Krug gibt es die alternativen Schreibweisen Krüger, Krüg, Krog, Krügel und Krugmann.

## Namensträger

### A
- Albert Krug (1879–nach 1924), deutscher Gärtner
- Alfred Krug (Unternehmer) (1859–1933), französischer Unternehmer
- Alfred Krug (Ornithologe) (1928–2012), deutscher Ornithologe, Naturschützer und Fotograf
- Andrea Krug (* 1984), deutsche Basketballspielerin
- Anja Krug-Metzinger (* 1966), deutsche Journalistin, Autorin, Filmregisseurin und Filmproduzentin
- Anna Krug, deutsche Rechtsanwältin und Verfassungsrichterin
- Antje Krug (* 1940), deutsche Klassische Archäologin
- Armin Krug (* 1963), deutscher Schauspieler
- Arnold Krug (1849–1904), deutscher Pianist, Komponist und Musikpädagoge
- August Krug (Brauer) (1815–1856), deutscher Unternehmer und Brauer
- August Otto Krug (Jurist, 1805) (1805–1867), deutscher Jurist
- August Otto Krug (Jurist, 1868) (1868–1945), deutscher Jurist, Hochschullehrer und Verwaltungsbeamter

### B
- Barbara Krug (* 1956), deutsche Leichtathletin
- Barbara Krug-Richter (* 1956), deutsche Ethnologin, Anthropologin und Hochschullehrerin
- Bernhard Krug (* 1949), deutscher Maler
- Bettina Krug (* 1953), deutsche Fußballspielerin
- Bonifaz Krug (1838–1909), deutsch-italienischer Benediktinerabt
- Brigitta Krug von Nidda und von Falkenstein (1900–1977), deutsche Grafikerin
- Bruno Krug (1874–1964), deutscher Kommunalpolitiker
- Burkard Krug (1930–2006), deutscher Theologieprofessor

### C
- Carl Krug (Schauspieler) (Karl Krug; 1860–1919), österreichischer Schauspieler und Theaterdirektor
- Carl Krug (Schriftsteller) (1861–1927), deutscher Schriftsteller, schrieb unter dem Pseudonym Carl Niebuhr (auch Karl Niebuhr) The Tell el-Amarna Period (1903)
- Carl Krug (Montanwissenschaftler) (1874–nach 1941), deutscher Montanwissenschaftler und Hochschullehrer
- Carl Krug (Ingenieur) (1881–1967), deutscher Ingenieur und Unternehmer
- Carl Krug von Nidda (1820–1880), sächsischer Generalleutnant
- Carl Wilhelm Leopold Krug (1833–1898), deutscher Botaniker, Diplomat sowie Großkaufmann
- Cassidy Krug (* 1985), US-amerikanische Wasserspringerin
- Christa Krug (1936–2001), deutsche Malerin und Grafikerin, Vertreterin des sozialistischen Realismus
- Christian Krug (Journalist) (* 1965), deutscher Journalist
- Christian Philipp Werner Krug (1815–1873), deutscher Gutsbesitzer und Mitglied der kurhessischen Ständeversammlung
- Christian Ludwig Krug von Nidda (1774–1851), preußischer Landrat
- Cornelia Krug-Stührenberg (* 1953), deutsche Malerin und Zeichnerin

### D
- Daniel Krug (* 1983), deutscher Volleyballspieler, Beachvolleyballspieler und -trainer
- Detlef Krug (* 1936), deutscher Chemiker und Hochschullehrer
- Dietmar Krug (* 1963), deutscher Schriftsteller und Journalist

### E
- Eberhard Krug (1927–1978), deutscher Schauspieler und Hörspielsprecher
- Elsa Krug deutsche Politikerin (USPD)
- Ernst Gottlob Krug (?–1731), deutscher Verleger und Buchhändler

### F
- Fanny Krug (* 1970), deutsche Sängerin
- Felix Krug (1908–nach 1940), deutscher SS-Führer, Leiter der SS-Bekleidungswerke in Dachau
- Franz Krug (Politiker) (1935–2022), deutscher Politiker (CSU)
- Franz Valentin Krug (1904–1993), deutscher Seelsorger, Widerstandskämpfer, Dichter und Künstler
- Frederick Krug (1833–1919), deutschamerikanischer Bierbrauer
- Friedrich Krug (Komponist) (1812–1892), deutscher Komponist, Sänger und Hofmusikdirektor
- Friedrich Krug von Nidda und von Falkenstein (1860–1934), deutscher Verwaltungsjurist und Politiker (DNVP)
- Friedrich Albert Franz Krug von Nidda (1776–1843), deutscher Schriftsteller
- Fritz Krug (1894–1980), deutscher Widerstandskämpfer gegen den Nationalsozialismus

### G
- Georg Krug (Politiker, 1801) (1801–1878), deutscher Richter, Politiker und Landtagsabgeordneter Großherzogtum Hessen
- Georg Krug (Politiker, 1906) (1906–1989), deutscher Politiker (CSU)
- Georg Friedrich Krug (1812–1893), deutscher Kaufmann, Kommunalbeamter und Wohltäter
- Gerhard Krug (Jurist) (1872–1945), deutscher Jurist und Landgerichtspräsident
- Gerhard Krug (Numismatiker) (1899–1978), deutscher Numismatiker
- Gerhard Krug (1936–2011), deutscher Fußballspieler
- Günther Krug (* 1942), deutscher Politiker (SPD)
- Gustav Krug (Komponist) (1844–1902), deutscher Jurist und Komponist
- Gustav Krug von Nidda (1836–1918), deutscher Verwaltungsjurist und Ministerialbeamter

### H
- Hans Krug der Ältere (um 1455–1519), deutscher Goldschmied und Stempelschneider
- Hans Krug der Jüngere (um 1485–1529), deutscher Goldschmied und Stempelschneider
- Hans Krug (Fußballspieler) (1896–?), deutscher Fußballspieler
- Hans Krug (Dirigent) (1908–1992), deutscher Dirigent und Orchestergründer
- Hans Krug (Unternehmer) (1911–nach 1980), deutscher Unternehmer
- Hans Krug (Musiker) (* 1936), deutscher Flötist
- Hans Krug von Nidda (1857–1922), deutscher Kavalleriegeneral
- Hans-Jürgen Krug (* 1952), deutscher Medienwissenschaftler und Journalist
- Harald Krug (1954–2016), deutscher Naturschützer und Vogelexperte
- Heinrich Krug (Politiker) (1862–1950), deutscher Unternehmer und Politiker, MdL Schaumburg-Lippe
- Heinrich Krug (Wasserballspieler) (1911–??), deutscher Wasserballspieler
- Heinz Krug (Waffenhändler) (1913–nach 1962), deutscher Nationalsozialist, Jurist und Waffenhändler
- Heinz Krug (Sprecher), deutscher Hörspielsprecher
- Heinz Krug (Versicherungsmanager) (1929–2017), deutscher Versicherungsmanager
- Heinz Krug (Politiker) (* 1936), deutscher Politiker (CDU)
- Hellmut Krug (* 1956), ehemaliger deutscher Fußball-Schiedsrichter
- Helmut Krug (Agrarwissenschaftler) (* 1925), deutscher Agrarwissenschaftler und Hochschullehrer
- Herbert Krug (Ingenieur) (1919–1992), deutscher Ingenieur und Hochschullehrer
- Herbert Krug (1937–2010), deutscher Dressurreiter
- Hermann Krug (Sänger) (1866–1903), deutscher Sänger (Tenor)
- Hermann Krug (Politiker), deutscher Politiker, MdL Sachsen
- Hermann-Josef Krug (* 1957), deutscher Medienwissenschaftler und Künstler
- Hildegard Krug (1927–2012), deutsche Schriftstellerin

### J
- Jakob Krug (1877–1965), deutscher Architekt
- Joachim Krug (* 1955), deutscher Fußballtrainer
- Johann Friedrich Adolf Krug (1771–1843), deutscher Pädagoge
- Johann Gottfried Krug (1737–1811), deutscher Orgelbauer
- Johann-Joseph Krug (1800–1866), deutscher Unternehmer
- Johann Philipp Krug (1764–1844), deutsch-russischer Numismatiker und Historiker
- Johannes V. Krug (1555/56–1613), deutscher Benediktinerabt
- Josef Krug (Schriftsteller) (* 1950), deutscher Schriftsteller und Übersetzer
- Josef Krug-Waldsee (1858–1915), deutscher Dirigent und Komponist
- Josia Krug (* 1990), deutscher Schauspieler
- Judith Krug (1940–2009), US-amerikanische Bibliothekarin
- Julius Albert Krug (1907–1970), US-amerikanischer Wirtschaftsmanager, Politiker und Innenminister
- Jürgen Krug (* 1944), deutscher Sportwissenschaftler und Hochschullehrer

### K
- Karl Krug (Unternehmer) (1765–nach 1823), deutscher Unternehmer
- Karl Krug (1860–1919), österreichischer Schauspieler und Theaterdirektor, siehe Carl Krug (Schauspieler)
- Karl Krug (Maler) (1900–1983), deutscher Maler und Grafiker
- Karl Krug (Jurist) (1902–1984), deutscher Staatsanwalt, Ministerialbeamter und Herausgeber
- Karl Krug (Drehbuchautor), deutscher Drehbuchautor
- Karl Adolfowitsch Krug (1873–1952), russischer Elektrotechniker
- Karl-Heinz Krug (* 1922), deutscher Politiker (LDPD)
- Katinka Häret-Krug (* 1978), deutsche Kunsthistorikerin
- Klaus Krug (1941–2025), deutscher Chemiker und Wissenschaftshistoriker
- Konrad Maria Krug (Kuno Testa; 1892–1964), deutscher Philologe, Theologe und Philosoph

### L
- Leopold Krug (Ökonom) (1770–1843), deutscher Nationalökonom und Statistiker
- Leopold Krug (1833–1898), deutscher Großkaufmann und Ethnologe, siehe Carl Wilhelm Leopold Krug
- Lilly Krug (* 2001), deutsche Schauspielerin
- Ludwig Krug (Goldschmied) (1488/1490–1532), deutscher Goldschmied, Medailleur und Kupferstecher
- Ludwig Krug (Theologe) (1769–1837), deutsch-österreichischer Theologe
- Ludwig Krug (Richter) (1869–1943), deutscher Jurist und Richter

### M
- Manfred Krug (1937–2016), deutscher Schauspieler
- Manfred Krug (Anglist) (* 1966), deutscher Anglist und Hochschullehrer
- Manuel Krug (* 1964), deutscher Fotograf mit dem Schwerpunkt Food & People
- Margot Krug-Grosse (1912–1999), deutsche Textilkünstlerin
- Maria Krug (1855–1929), deutsche Schriftstellerin
- Markus Krug (* 1967), deutscher Fahrzeugtechniker und Hochschullehrer
- Marlene Kegler Krug (1953–1977?), deutsch-paraguayische Studentin, Opfer der argentinischen Militärdiktatur
- Maxi Krug (* 1996), deutsche Fußballspielerin
- Michail Wladimirowitsch Krug (1962–2002), russischer Singer-Songwriter
- Mirjam Meinhardt-Krug (* 1981), deutsche Fernsehmoderatorin

### N
- Nora Krug (* 1977), deutsche Illustratorin

### O
- Otto Krug (Chemiker) (1863–1927), deutscher Lebensmittelchemiker
- Otto Krug, selten gebrauchte Kurzform von August Otto Krug (1868–1945), deutscher Jurist, Hochschullehrer und Verwaltungsbeamter
- Otto Ludwig Krug von Nidda (1810–1885), preußischer Beamter
- Ottomar Krug (1891–1976), deutscher Kommunalpolitiker und Autor

### P
- Pascal Krug (1952–2025), Schweizer Yéyé-Sänger (auch bekannt als Le petit prince)
- Paul Krug (1875–1959), deutscher Jurist und Landgerichtspräsident
- Peter Krug (Baumeister) (um 1550–1598), österreichischer Architekt und Steinmetz
- Peter Krug (* 1943), lutherischer Bischof
- Petra Krug (* 1963), deutsche Leichtathletin (DDR)
- Philipp Krug (1864–1925), deutscher Politiker (Zentrum), MdL Preußen

### R
- Rebecca Krug (* 1965), US-amerikanische Hochschullehrerin für englische und amerikanische Sprache und Literatur
- Reinhold Krug (1926–1991), deutscher Musiker und Komponist
- Richard Krug (1913–2010), deutscher Lehrer und Heimatforscher
- Rolf Krug (1921–1983), deutscher Maler, Grafiker und Kunstpädagoge
- Rudolf Becker-Krug (1822–1903), Schweizer Baumwollfabrikant

### S
- Sabine Krug (Schauspielerin, 1926) (1926–1969), deutsche Schauspielerin
- Sabine Krug (Schauspielerin, 1958) (* 1958), deutsche Schauspielerin
- Siegfried Krug (Komponist) (1879–1944), deutscher Komponist
- Siegfried Krug (Maueropfer) (1939–1968), deutsches Todesopfer an der Berliner Mauer
- Steve Krug (* 1950), User Experience-Experte und Autor

### T
- Thelma Krug (* 1951), brasilianische Mathematikerin
- Theodor Christoph Krug von Nidda (1653–1719), deutscher Mediziner
- Torey Krug (* 1991), US-amerikanischer Eishockeyspieler

### U
- Uli Krug (1952–2025), deutscher Musiker und Pädagoge

### V
- Victoria Krug (* 1998), deutsche Fußballspielerin

### W
- Walter Krug (1937–2018), deutscher Statistiker
- Walther Krug (1875–1955), deutscher Jurist und Schriftsteller
- Werner Krug (Maler) (* 1947), deutscher Maler, Kunsterzieher und Lyriker
- Werner Krug (Fotograf), österreichischer Fotograf und Fotokünstler
- Werner G. Krug (1908–nach 1958), deutscher Journalist und Reiseschriftsteller
- Wilhelm Krug (Drehbuchautor) (1902/1903–1945), deutscher Drehbuchautor, Librettist und Textdichter
- Wilhelm Georg Krug (1894–1974), deutscher Elektrotechniker und Hochschullehrer, siehe Willi Krug
- Wilhelm Traugott Krug (1770–1842), deutscher Philosoph
- Wilfried Krug (1931–1988), deutscher Heldentenor
- Wolfgang Krug (1936–2021), deutscher Automobilrennfahrer
- Wolfgang Krug (Kunsthistoriker) (* 1965), österreichischer Kunsthistoriker